# Venusticrus insolitus
Venusticrus insolitus is een naaldkreeftjessoort uit de familie van de Neotanaidae. De wetenschappelijke naam van de soort is voor het eerst geldig gepubliceerd in 1975 door Gardiner.